# Campagna al Meno
La campagna al Meno (in tedesco: Mainfeldzug) fu una campagna dell'esercito prussiano nell'area del fiume Meno contro gli alleati dell'Austria nella Germania del Sud durante la guerra austro-prussiana del 1866.

## Corso
Mentre la maggior parte delle truppe prussiane marciarono fino a Boemia, dove sconfissero le truppe austriache e sassoni il 3 luglio 1866 a Sadowa (in tedesco: Königgrätz ), una frazione minore delle truppe prussiane invase il Regno di Hannover. Dopo la resa di Hannover, il 29 giugno, queste truppe furono raggruppate sotto il nome di "Mainarmee" (tedesco per: armata del Meno) e spinte a sud verso il fiume Meno contro gli alleati dell'Austria nella Germania del Sud. Questi alleati formarono il VII e l'VIII corpo federale della Confederazione germanica.
Le truppe alleate avevano avanzato già al Nord per sostenere Hannover. Quando Hannover ha capitulato, i bavaresi, che formavano il VII corpo, erano dislocati in Turingia. L'VIII corpo d'armata, costituito dalle truppe di Assia, Baden e Wuerttemberg, si trovava a nord di Francoforte. I prussiani attaccarono per primi il VII corpo. Le truppe bavaresi persero i combattimenti a Hünfeld e Dermbach il 4 luglio e si ritirarono a Kissingen. Ma i prussiani li seguirono rapidamente attraverso le montagne del Rhön e batterono i bavaresi nella battaglia di Kissingen e Hammelburg il 10 luglio.
I bavaresi si ritirarono a Würzburg mentre i prussiani si volsero verso ovest contro l'VIII corpo che proteggeva Francoforte. I Prussiani attraversarono lo Spessart, sconfissero gli assiani a Laufach/Frohnhofen il 13 luglio e le truppe austriache e dell'Assia ad Aschaffenburg il 14 luglio. Ora l'VIII corpo si spostò a sud attraverso l'Odenwald e poi si diresse verso est per incontrare i bavaresi sul fiume Tauber. I prussiani occuparono l'ormai indifesa Francoforte il 16 luglio e seguirono l'VIII corpo d'armata lungo la riva sinistra del Meno. Nel combattimento di Hundheim (23 luglio), le battaglie di Werbach, Tauberbischofsheim (entrambe il 24 luglio) e Gerchsheim (25 luglio) l'VIII corpo d'armata fu sconfitto dai prussiani. Il 25 luglio i prussiani si scontrarono nuovamente con i bavaresi a Helmstadt e il giorno dopo a Uettingen/Rossbrunn. Anche questi combattimenti furono vinti dai prussiani.
Le truppe alleate si ritirarono a Würzburg. I prussiani seguirono e iniziarono a bombardare la fortezza di Würzburg il 26 luglio. Ma presto una tregua pose fine allo scontro - nello stesso giorno, quando i prussiani e gli austriaci firmarono la loro pace preliminare di Nikolsburg. Finalmente Würzburg fu occupata dai prussiani.
In un'azione separata il secondo corpo di riserva prussiano aveva marciato al Nord-Est della Baviera. Hof fu occupata il 23 luglio, Bayreuth il 28 luglio e Norimberga il 31 luglio.